# Sthenictis
Lo stenitto (gen. Sthenictis) è un mammifero carnivoro estinto, appartenente ai mustelidi. Visse nel Miocene inferiore e medio (tra 18 e 10 milioni di anni fa) e i suoi resti fossili sono stati ritrovati in Nordamerica e in Asia.

## Descrizione
Questo animale doveva essere piuttosto simile a un'odierna martora o a una faina, ma poteva raggiungere dimensioni molto maggiori; è possibile che l'aspetto e le dimensioni delle specie più grandi richiamassero quelle dell'odierno taira (Eira barbara). Il peso di Sthenictis poteva raggiungere circa 15 chilogrammi. La dentatura era caratterizzata da premolari di forma semplice e sottili. 

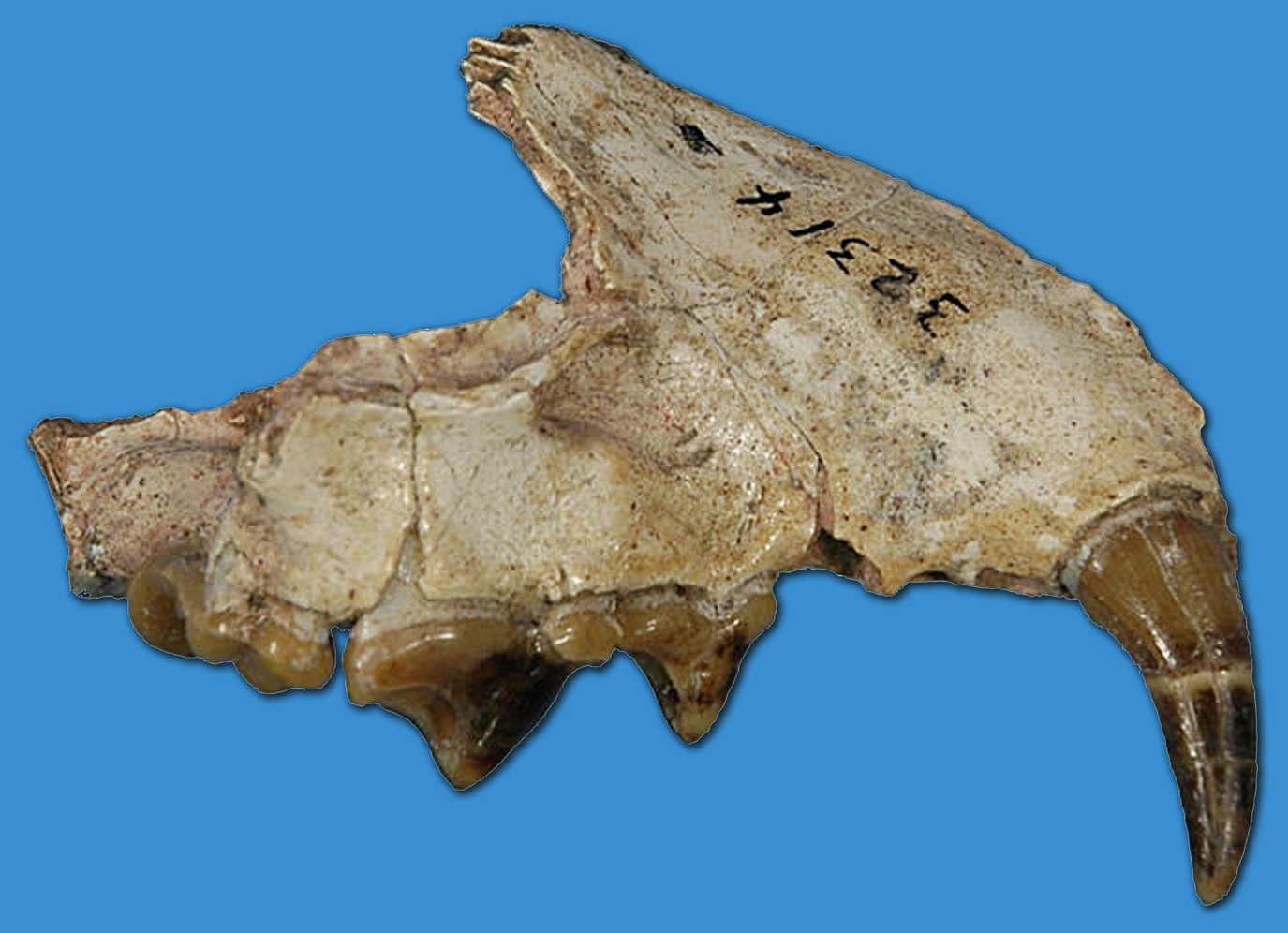
Mascella di Sthenictis campestris

## Classificazione
Il genere Sthenictis comprende numerose specie, la maggior parte delle quali ritrovate allo stato fossile in Nordamerica: S. bellus, S. dolichops, S. robustus, S. junturensis, S. lacota e S. campestris, tutte note principalmente per frammenti di mascelle e per la dentatura. Fanno eccezione S. campestris, noto per alcuni resti più completi, e uno scheletro non ancora attribuito ad alcuna specie, proveniente dal Nebraska. Dalla Mongolia Interna proviene invece S. neimengguensis, risalente a circa 12 milioni di anni fa, l'unica specie asiatica del genere.
Sthenictis è considerato un rappresentante basale dei mustelini (Mustelinae), la sottofamiglia di mustelidi comprendente numerose forme attuali come Martes (martore e faine), Mustela (ermellini, visoni e donnole), Galictis (grigioni). 

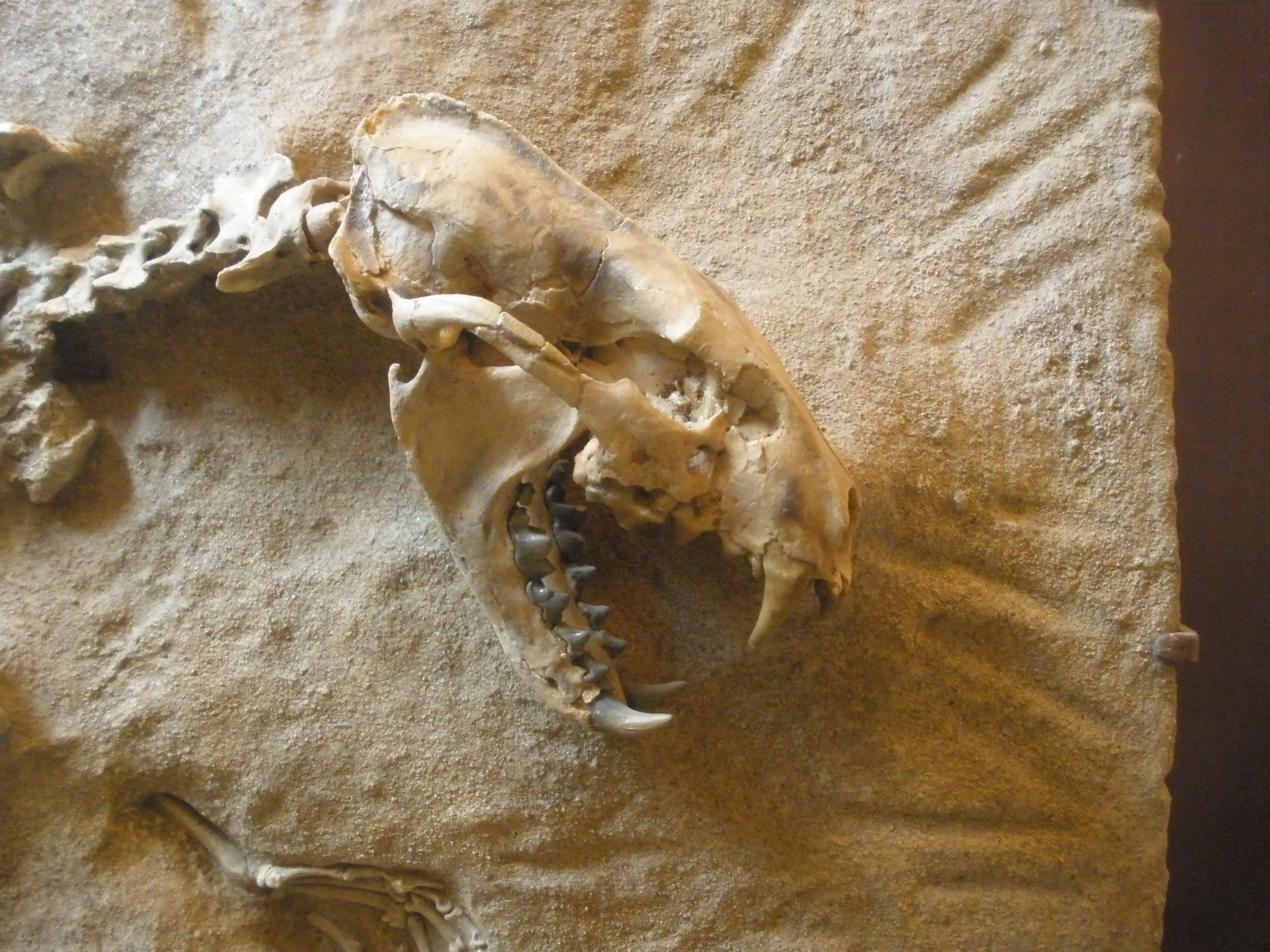
Particolare del cranio di Sthenictis sp.

## Paleobiologia
Le caratteristiche dentarie indicano che Sthenictis non era una forma ipercarnivora, e probabilmente integrava la sua dieta con invertebrati o forse con vegetali. La morfologia dello scheletro, dotato di lunghe zampe forti, indica che Sthenictis era adatto a una vita almeno parzialmente arboricola.